# Обычное начало
Нача́ло обы́чное (обычное начало) — в православном богослужении начальные молитвословия большинства церковных служб и личных молитвенных правил. У старообрядцев часть этих и других подобных им молитв получила название «Семипоклонный начал».
В храме произносятся иереем, диаконом, чтецом и хором.

## Примеры
Восстав от сна, молитвы начинают словами:
- «Молитвами Святых отец наших, Господи Иисусе Христе Боже наш, помилуй нас, аминь!»

Начало полуночницы:
- Священник возглашает: «Благословен Бог наш всегда, ныне и присно, и во веки веков»
- Чтец: «Аминь. Слава Тебе, Боже наш, слава Тебе!»

Начало Вседневной утрени:
- Священник: «Слава святей, и Единосущней, и Животворящей, и Нераздельной Троице, всегда, ныне и присно и во веки веков».

Начало Всенощного бдения:
- Диакон: «Восстаните»
- Хор: «Благослови»
- Священник, творя перед Престолом крест кадилом, возглашает: «Слава Святей…»
- Хор: «Аминь!»

Начало Часов:
- Священник: «Благословен Бог наш всегда, ныне и присно, и во веки веков»
- Чтец: «Аминь. Слава Тебе, Боже наш, слава Тебе!»

Начало литургии:
- Диакон: «Благослови, Владыко!»
- Священник: «Благословенно Царство Отца, и Сына, и Святаго Духа, ныне и присно, и во веки веков»
- Хор: «Аминь!»

Далее следует собственно обычное начало:
- Царю Небесный[1]
- Трисвятое
- Слава, и ныне
- Пресвятая Троице
- Господи, помилуй (трижды).
- Сла́ва, и ны́не
- Отче наш

Заканчивается во́згласом священника и ответом чтеца.
- «Я́ко Твое́ есть Ца́рство, и си́ла, и сла́ва, Отца́, и Сы́на, и Свята́го Ду́ха, ны́не, и при́сно, и во ве́ки веко́в».
- «Ами́нь».

## История формирования
По мнению Евфимия Петровича Диаковского, обычное начало появилось в результате сокращения изобразительных.